# Benthamiella azorelloides
Benthamiella azorelloides är en potatisväxtart som beskrevs av Carlos Luis Spegazzini. Benthamiella azorelloides ingår i släktet Benthamiella och familjen potatisväxter. Inga underarter finns listade i Catalogue of Life.